# Bernay-en-Champagne
Bernay-en-Champagne ist eine Ortschaft in der französischen Gemeinde Bernay-Neuvy-en-Champagne und eine ehemalige Gemeinde mit zuletzt 494 Einwohnern (Stand: 1. Januar 2015) im Département Sarthe in der Region Pays de la Loire. Sie gehörte zum Arrondissement  Mamers und zum Kanton Loué (bis 2015: Kanton Conlie). Die Einwohner werden Bernois genannt.
Die Gemeinde Bernay-en-Champagne wurde am 1. Januar 2019 mit Neuvy-en-Champagne zur Gemeinde Bernay-Neuvy-en-Champagne zusammengeschlossen.

## Geographie
Bernay-en-Champagne liegt etwa 20 Kilometer westnordwestlich von Le Mans am Végre. Umgeben wurde die Gemeinde Bernay-en-Champagne von den Nachbargemeinden Tennie im Norden und Nordwesten, Neuvy-en-Champagne im Osten und Nordosten, Amné im Süden, Ruillé-en-Champagne im Südwesten sowie Saint-Symphorien im Westen.

## Bevölkerungsentwicklung
| Jahr                      | 1962 | 1968 | 1975 | 1982 | 1990 | 1999 | 2006 | 2013 |
| Einwohner                 | 518  | 458  | 432  | 391  | 393  | 384  | 449  | 482  |
| Quelle: Cassini und INSEE |      |      |      |      |      |      |      |      |

## Sehenswürdigkeiten

Kirche Saint-Pierre-Saint-Paul

- Kirche Saint-Pierre-Saint-Paul
- Mühle